# Meyer’sche Häuser
Die Meyer’schen Häuser sind vier um die Wende vom 19. zum 20. Jahrhundert erbaute Wohnanlagen in Leipzig der heutigen Stiftung Meyer'sche Häuser, die bezahlbares und gesundes Wohnen für niedrigere Einkommensschichten zum Ziel hatten.

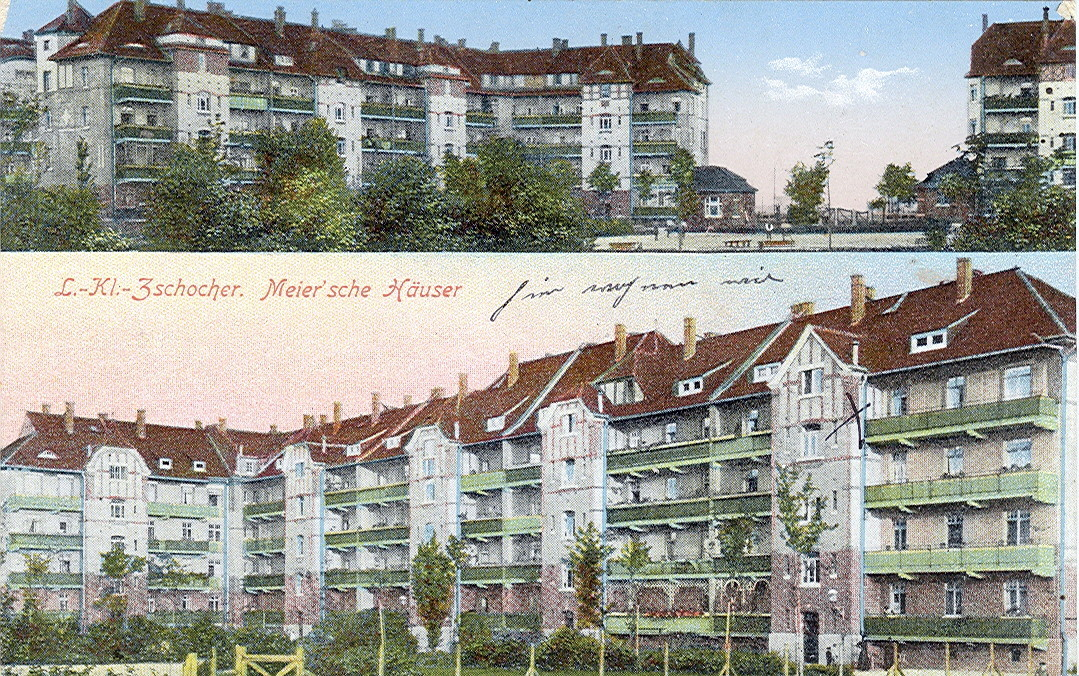
Die Meyer’schen Häuser in Kleinzschocher auf einer Postkarte um 1914

## Geschichte
Errichtet wurden die Meyer’schen Häuser vom auf Betreiben des Verlegers Herrmann Julius Meyer (1826–1909), Sohn des Gründers des Bibliographischen Instituts Joseph Meyer (1796–1856), gegründeten „Verein zur Erbauung billiger Wohnungen“ zwischen 1888 und 1937.
Hermann Meyer stattete den Verein dazu mit einem Startkapital von zwei Millionen Mark aus. Dieser wurde im Jahr 1900 in die gleichnamige Stiftung (heute „Stiftung Meyer’sche Häuser“) umgewandelt, die immer noch Trägerin der Wohnanlagen ist. Die Stiftung blieb auch in der DDR bestehen, die Wohnungsvergabe war damals jedoch zentralisiert, also staatlich gesteuert.

## Architektur
Die Entwürfe zu den Wohnkolonien stammen von dem Leipziger Architekten und Baumeister Max Pommer (1847–1915), der auch dem Vorstand des Vereins vorsaß. Die Anlagen entstanden zu Zeiten eines explosiven Bevölkerungswachstums, als der Wohnungsmarkt von Spekulation sowie Mietwucher und die Wohnbedingungen der einfachen Arbeiter oft von großer Enge und schlechten hygienischen Bedingungen geprägt waren. 
Angesichts dieser Verhältnisse boten die Wohnungen der Stiftung mit fließendem Wasser und kleinen Balkonen einen relativ hohen Komfort. Um die Wohnungen bezahlbar zu halten, wurden standardisierte Typen verwendet und statt Einzelhäusern Ensembles mit integrierten Gemeinschaftseinrichtungen geschaffen; ein wichtiger konzeptioneller Punkt waren der Zugang zu Tageslicht und eine gute Belüftung. 
Am damaligen Stadtrand von Leipzig entstanden so 2695 Wohnungen, jede Anlage umfasste einen oder mehrere Baublöcke und umschloss einen grünen, der gemeinsamen Nutzung zugedachten Innenhof. Typisch ist die Fassadengliederung im Stil der Jahrhundertwende und zahlreiche Türmchen als Eckdominanten. Sämtliche Anlagen sind erhalten, wurden nach der Wende saniert und stehen unter Denkmalschutz.

## Die Wohnanlagen

### Lindenau
Koordinaten

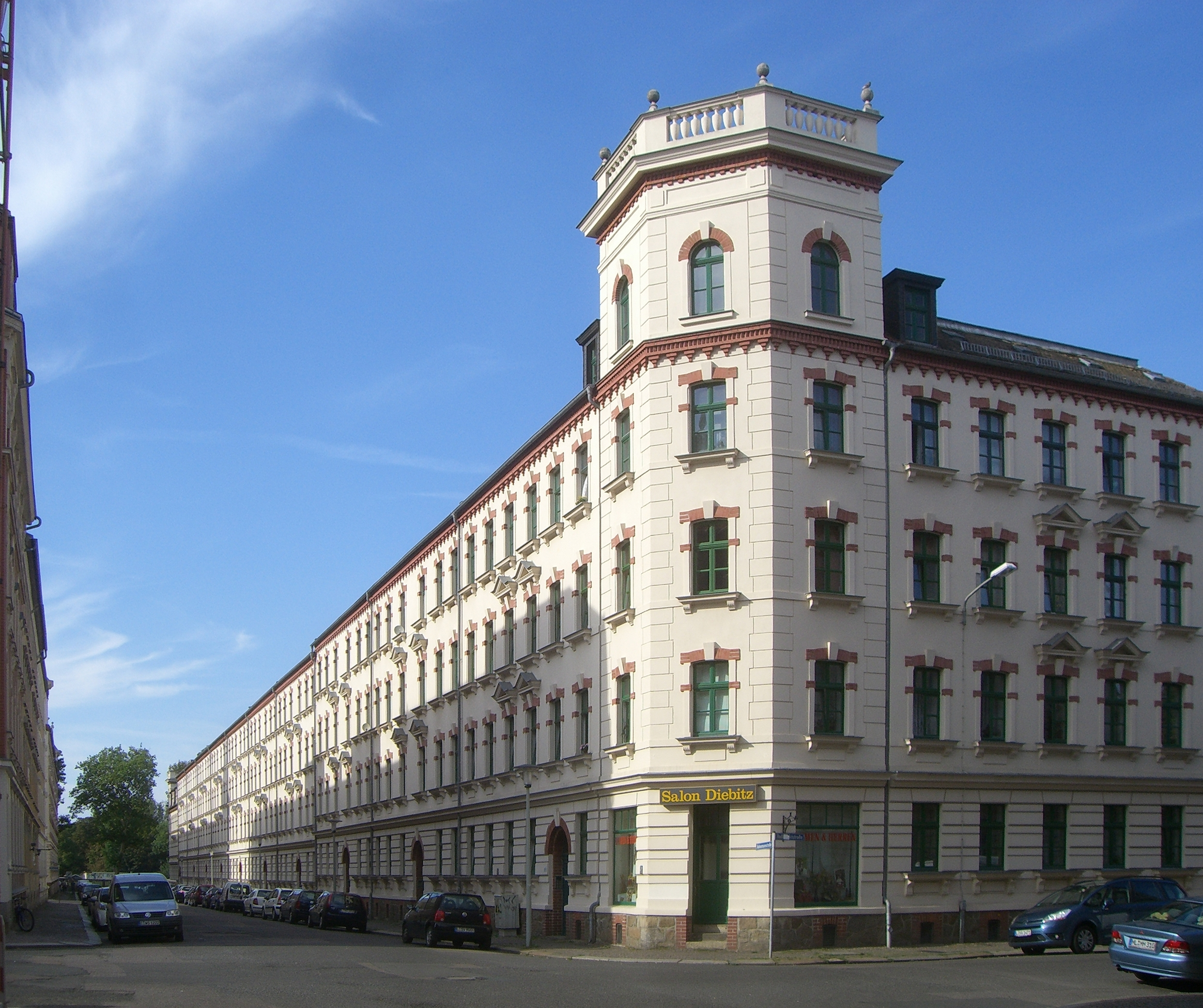
Die Wohnanlage in Lindenau

Die erste Anlage entstand zwischen 1888 und 1898 in Lindenau im Leipziger Westen auf dem Areal Demmeringstraße 8–10, Erich-Köhn-Straße 17–39, Hahnemannstraße 6–28 und 15–21, Henricistraße 25b–53, Rietschelstraße 22 sowie Roßmarktstraße 5–7 und 6–8. In drei Baublöcken wurden 53 Häuser mit 501 (heute nach Umbauten 413) Wohnungen sowie ein Kindergarten und ein Waschhaus errichtet. Die Ecktürme zitieren Stilelemente des Barock.

### Eutritzsch
Koordinaten

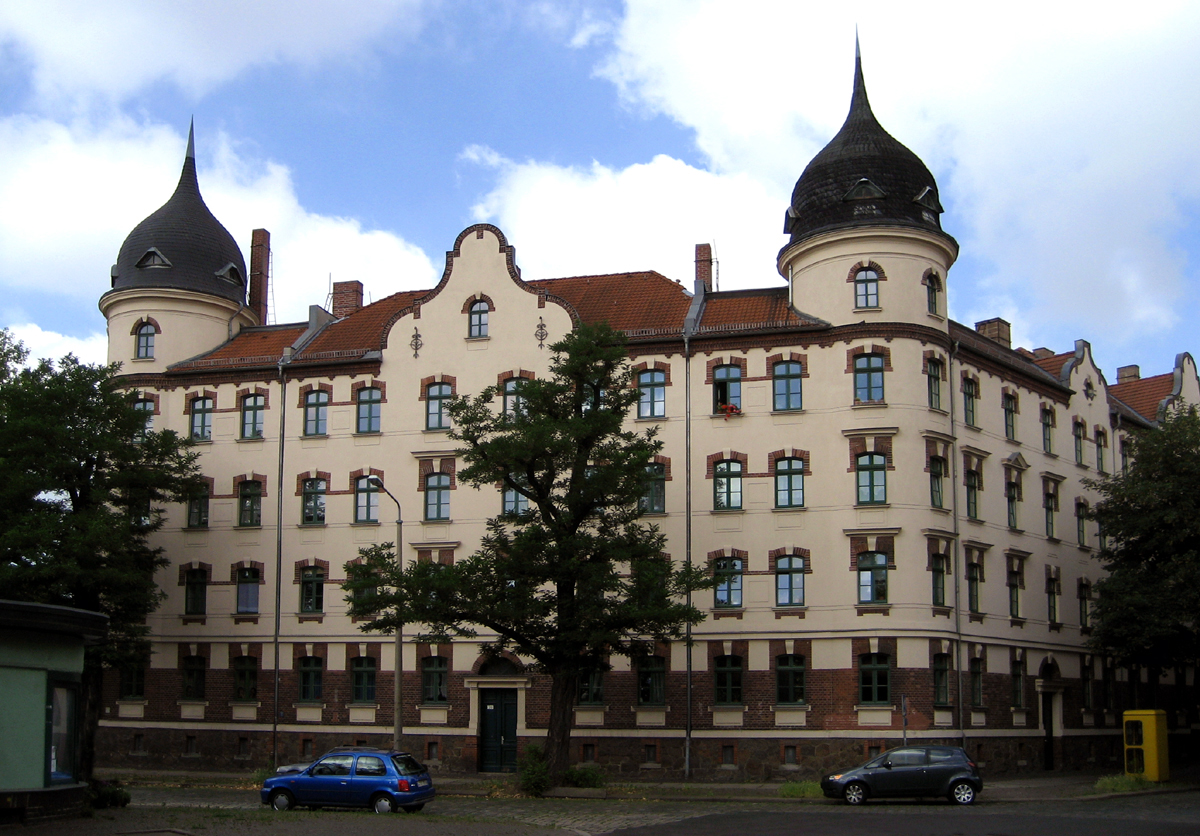
Die Wohnanlage in Eutritzsch

In den Jahren 1899 bis 1901 entstand die Anlage in Eutritzsch im Leipziger Norden mit 39 Häusern und 321 Wohnungen als großer Einzelblock. Der große Innenhof ist parkartig gestaltet und umfasst auch Gartenparzellen und einen Kindergarten sowie ein Badehaus. Charakteristisch sind die Ecktürme mit geschwungenen Kuppeln.

### Reudnitz
Koordinaten

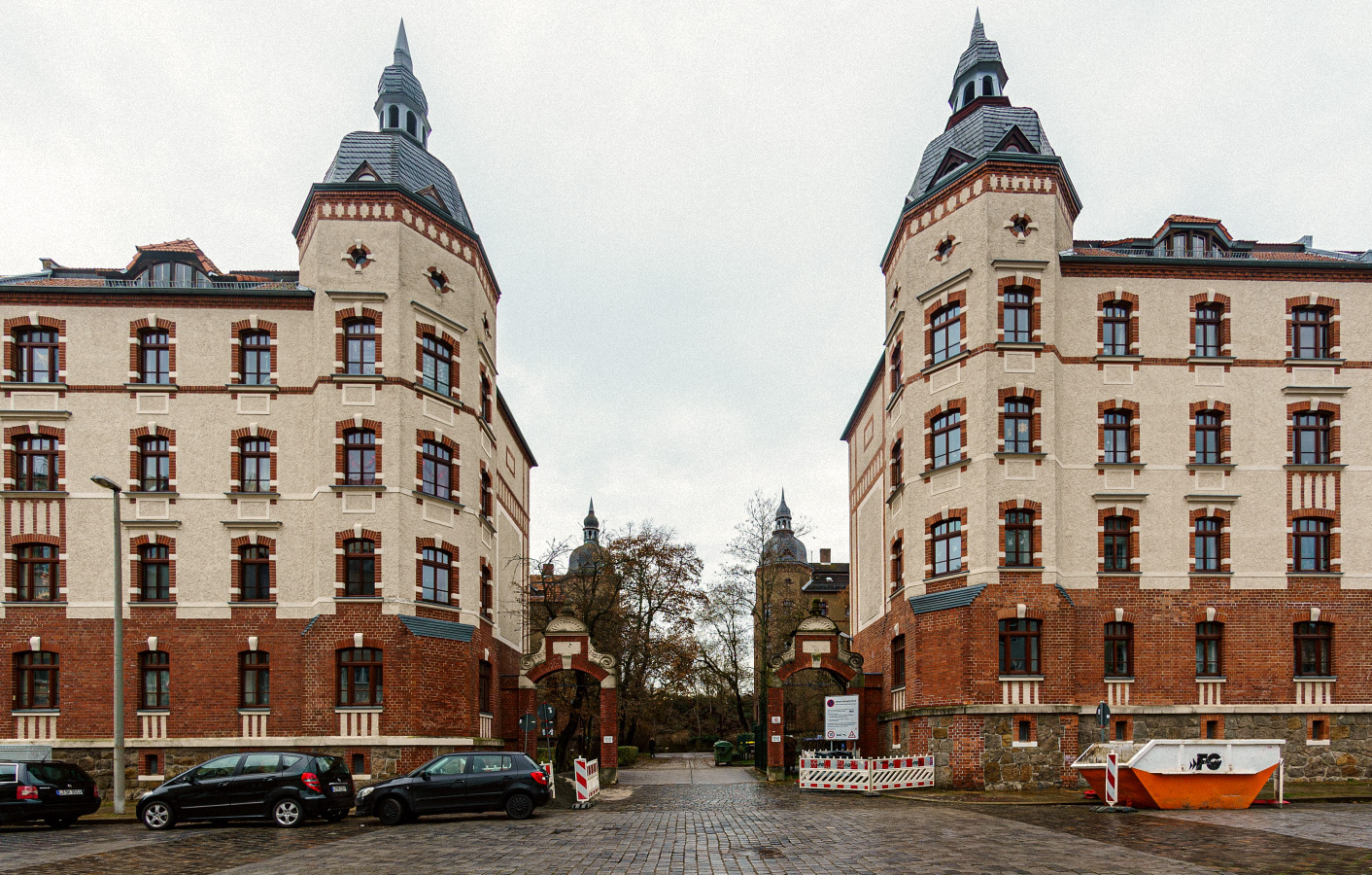
Die Wohnanlage in Reudnitz

1903 bis 1908 wurde im Südosten der Stadt, im Stadtteil Reudnitz, eine Wohnanlage mit 57 Häusern und 448 (413) Wohnungen in zwei parallelen Zeilen erbaut. Stilistisch lehnt sie sich an die deutsche Renaissance an. Zwischen den beiden Häuserzeilen befindet sich wieder ein Park, zur Anlage gehören auch ein Kindergarten und eine Leihbücherei.

### Kleinzschocher
Koordinaten

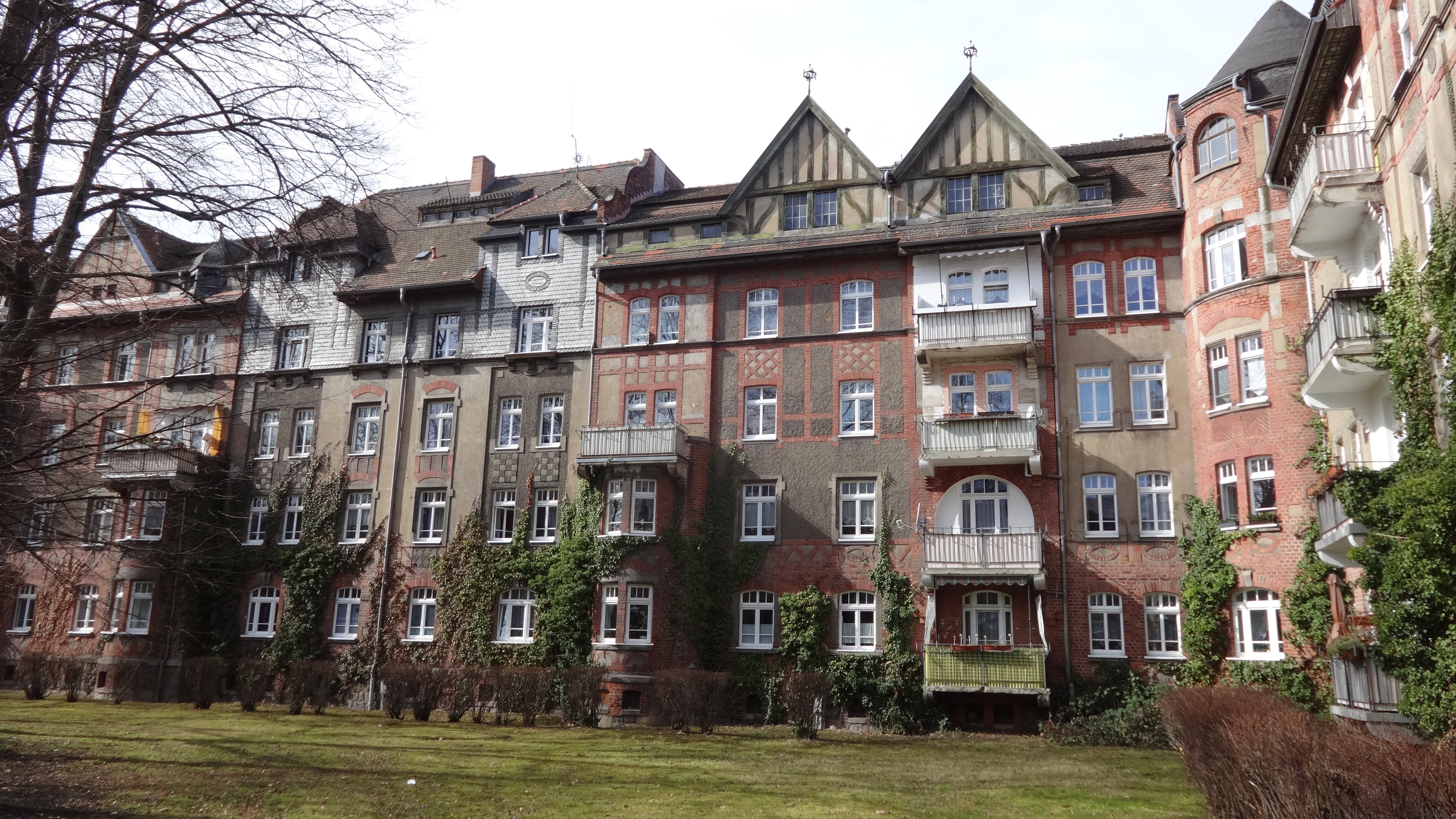
Die Wohnanlage in Kleinzschocher

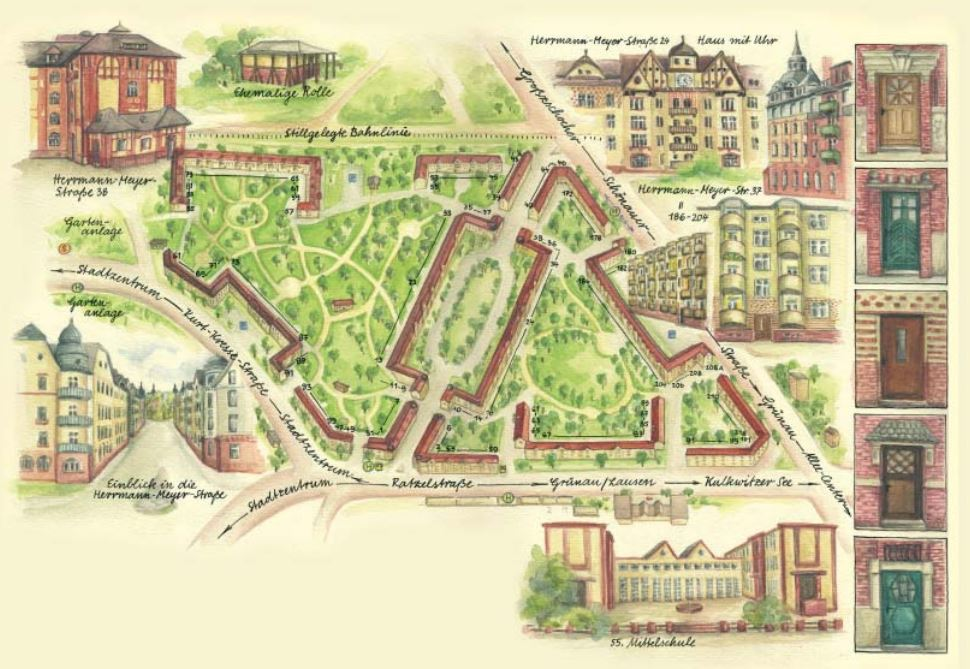
Ansichtskarte Meyersche Häuser Kleinzschocher

In Kleinzschocher entstand die letzte und größte Wohnanlage der Meyer’schen Häuser ab 1907 in einer 15 Hektar großen Parkanlage – im Volksmund Meyersdorf genannt. Wegen des Ersten Weltkriegs und der Wirtschaftskrise verzögerte sich der Bau, der erst 1937 seinen Abschluss fand. Hier wurden 139 Häuser mit insgesamt mehr als 1400 Wohnungen errichtet, durch Zusammenlegungen ist die Zahl der Wohnungen nach der Sanierung auf 1291 gefallen. Geprägt wird diese Wohnanlage durch ihren üppigen Baumbewuchs. Auch dort gehört ein Kindergarten zum Komplex.

## Varia
- Die Geschäftsführung der Wohnungsgesellschaft hatte geplant, zu gegebener Zeit in Leipzig eine weitere Siedlung zu errichten, und dafür vorsorglich frühzeitig in Probstheida reichlich Land gekauft. Dieses Land wurde 1991 auf Drängen der Stadt Leipzig „unter Marktwert“ (Zitat: Dieter Pommer, Mitglied im Stiftungsrat, 26. Mai 2020) an das Rhön-Klinikum verkauft, das dort das Herzzentrum Leipzig (inzwischen zu den Helios Kliniken gehörend) errichtete.[2]
- In den Akten des Stadtarchivs Leipzig befindet sich ein Brief von Margarethe Krupp aus dem Jahr 1905. Darin bat sie, ihr Informationsmaterial zur Meyerschen Stiftung zuzusenden, was auch wunschgemäß geschah. Ein Jahr später gründete sie die Margarethe-Krupp-Stiftung in Essen, die mit 3.100 Wohnungen und 60 Gewerbeflächen die bis heute größte Wohnungsstiftung Deutschlands ist.[2]
- 2017 waren die Gebäude der Anlage in Kleinzschocher Teil der Kurzfilmwanderung Leipzig.